# Naturschutzgebiet Schwarze Berge (Bad Kissingen)
Das Naturschutzgebiet Schwarze Berge liegt auf dem Gebiet des unterfränkischen Landkreises Bad Kissingen. Das 3.170,67 ha große Gebiet erstreckt sich südlich von Wildflecken und nordwestlich von Burkardroth. Am südlichen Rand des Gebietes verläuft die B 286, am nordöstlichen Rand und durch das Gebiet die KG 45 und südwestlich die A 7.

## Bedeutung
Das Gebiet mit der Nr. NSG-00440.01 wurde im Jahr 1993 unter Naturschutz gestellt.